# Astrokemi
Astrokemi, gränssnittet mellan astronomi och kemi, är studiet av förekomst av och reaktioner för grundämnen och molekyler i universum och deras interaktion med elektromagnetisk strålning. Begreppet astrokemi kan omfatta både solsystem och det interstellära mediet. Studiet av förekomst av grundämnen och deras isotopsammansättning på objekt i solsystem, exempelvis meteoriter, kallas kosmokemi. Studiet av interstellärt förekommande atomer och molekyler och deras interaktion med strålning kallas ibland molekylär astrofysik. Kemiska sammansättningen, bildningen, utvecklingen och undergång av molekylmoln är av speciellt intresse, eftersom det är från dessa molekylmoln som solsystem formas.
En viktig experimentell metod i astrokemi är spektroskopi, användning av teleskop för att mäta absorption och emission av elektromagnetisk strålning för molekyler och atomer i olika miljöer. Genom att jämföra astronomiska observationer med mätningar i laboratorier, kan astrokemister ange förekomsten av grundämnen, kemiska sammansättningen och temperaturen för stjärnor och interstellära moln. Detta är möjligt därför att joner, atomer och molekyler har karaktäristiska spektra, det vill säga absorption och emission av unika våglängder (färger) av ljuset, oftast inte synligt för människans öga. Dessa mätningar har emellertid begränsningar för olika typer av strålning (radio, IR, synligt, UV et cetera) som är möjliga att detektera endast för särskilda typer av ämnen, beroende på de kemiska egenskaper hos molekylerna. Interstellärt formaldehyd var den första fleratomiga organiska molekylen som upptäcktes i det interstellära molnet.

## Spektroskopi
Radioastronomi är ett av de kraftfullaste verktygen för att detektera individuella molekyler. Med denna teknik har över 100 interstellära partiklar detekteras såsom fria radikaler, joner och organiska (det vill säga kol-baserade) föreningar, exempelvis alkoholer, syror, aldehyder och ketoner. 
Kolmonoxid (CO) är en av de rikligast förekommande interstellära molekyler och bland de lättast att detektera med radiovågor. Detta beror på molekylens höga dipolmoment. I själva verket är CO så allmänt förekommande så molekylen används för att kartera regioner med molekyler 
Radioobservationen som skapat det kanske största intresset är fyndet av interstellärt glycin, den enklaste aminosyran, men med betydande åtföljande kontroverser. En av orsakerna varför denna detektion var kontroversiell är att även om radio (och några andra metoder som rotationsspektroskopi) är god nog för identifikation av enkla föreningar med högt dipolmoment, är metoderna mindre känsliga för mer komplexa molekyler, även för relativt små aminosyramolekyler.